# The T.A.M.I. Show
The T.A.M.I. Show è un film concerto del 1964 che raccoglie alcune tra le performance musicali dei concerti gratuiti tenuti al Civic Auditorium di Santa Monica il 28 e 29 ottobre 1964. Il suo acronimo è quello di Teenage Awards Music International o Teen Age Music International e nasce con l'intento di catturare l'esplosione della musica guidata dai giovani, raccogliendo artisti statunitensi e gli inglesi Rolling Stones e Gerry & the Pacemakers, come rappresentanti della British invasion.
Il film viene introdotto dalla canzone Here They Come (From All Over the World) di Jan & Dean, durante la quale scorrono i titoli e da Chuck Berry che introduce le singole band, inframezzando piccole presentazioni alle riprese del concerto. Oltre ad aver riunito un grande numero di band in un unico film, il T.A.M.I. Show viene ricordato per la grande esibizione di James Brown e per la chiusura dei concerti da parte dei Rolling Stones di Mick Jagger e Brian Jones. Nonostante l'ottima esibizione, Keith Richards dichiarò che andare i scena dopo James Brown fu l'errore più grande della loro carriera.
Il film fu pubblicato nel dicembre 1964 senza la parte relativa ai Beach Boys a causa di motivi contrattuali e fu reintegrata nella versione DVD del concerto del 2010.

## Setlist
Di seguito la lista degli artisti e delle canzoni presentate:
| Artist                            | Song Title                                         |
| --------------------------------- | -------------------------------------------------- |
| Jan & Dean                        | (Here They Come) from All Over the World           |
| Chuck Berry                       | Johnny B. Goode                                    |
|                                   | Maybellene                                         |
| Gerry and the Pacemakers          | Maybellene (Chuck Berry cover)                     |
|                                   | Don't Let the Sun Catch You Crying                 |
|                                   | It's Gonna Be Alright                              |
| Chuck Berry                       | Sweet Little Sixteen                               |
| Gerry and the Pacemakers          | How Do You Do It?                                  |
| Chuck Berry                       | Nadine                                             |
| Gerry and the Pacemakers          | I Like It                                          |
| Smokey Robinson and The Miracles  | That's What Love Is Made Of                        |
|                                   | You've Really Got a Hold on Me                     |
|                                   | Mickey's Monkey                                    |
| Marvin Gaye                       | Stubborn Kind of Fellow                            |
|                                   | Pride and Joy                                      |
|                                   | Can I Get a Witness                                |
|                                   | Hitch Hike                                         |
| Lesley Gore                       | Maybe I Know                                       |
|                                   | You Don't Own Me                                   |
|                                   | You Didn't Look Around                             |
|                                   | Hey Now                                            |
|                                   | It's My Party                                      |
|                                   | Judy's Turn to Cry                                 |
| Jan & Dean                        | The Little Old Lady from Pasadena                  |
|                                   | Sidewalk Surfin'                                   |
| The Beach Boys                    | Surfin' USA                                        |
|                                   | I Get Around                                       |
|                                   | Surfer Girl                                        |
|                                   | Dance, Dance, Dance                                |
| Billy J. Kramer and The Dakotas   | Little Children                                    |
|                                   | Bad to Me                                          |
|                                   | I'll Keep You Satisfied                            |
|                                   | From a Window                                      |
| The Supremes                      | When the Lovelight Starts Shining Through His Eyes |
|                                   | Run, Run, Run                                      |
|                                   | Baby Love                                          |
|                                   | Where Did Our Love Go                              |
| The Barbarians                    | Hey Little Bird                                    |
| James Brown and The Famous Flames | Out of Sight                                       |
|                                   | Prisoner of Love                                   |
|                                   | Please, Please, Please                             |
|                                   | Night Train                                        |
| The Rolling Stones                | Around and Around                                  |
|                                   | Off the Hook                                       |
|                                   | Time Is on My Side                                 |
|                                   | It's All Over Now                                  |
|                                   | I'm Alright                                        |
|                                   | Let's Get Together                                 |